# Iliona

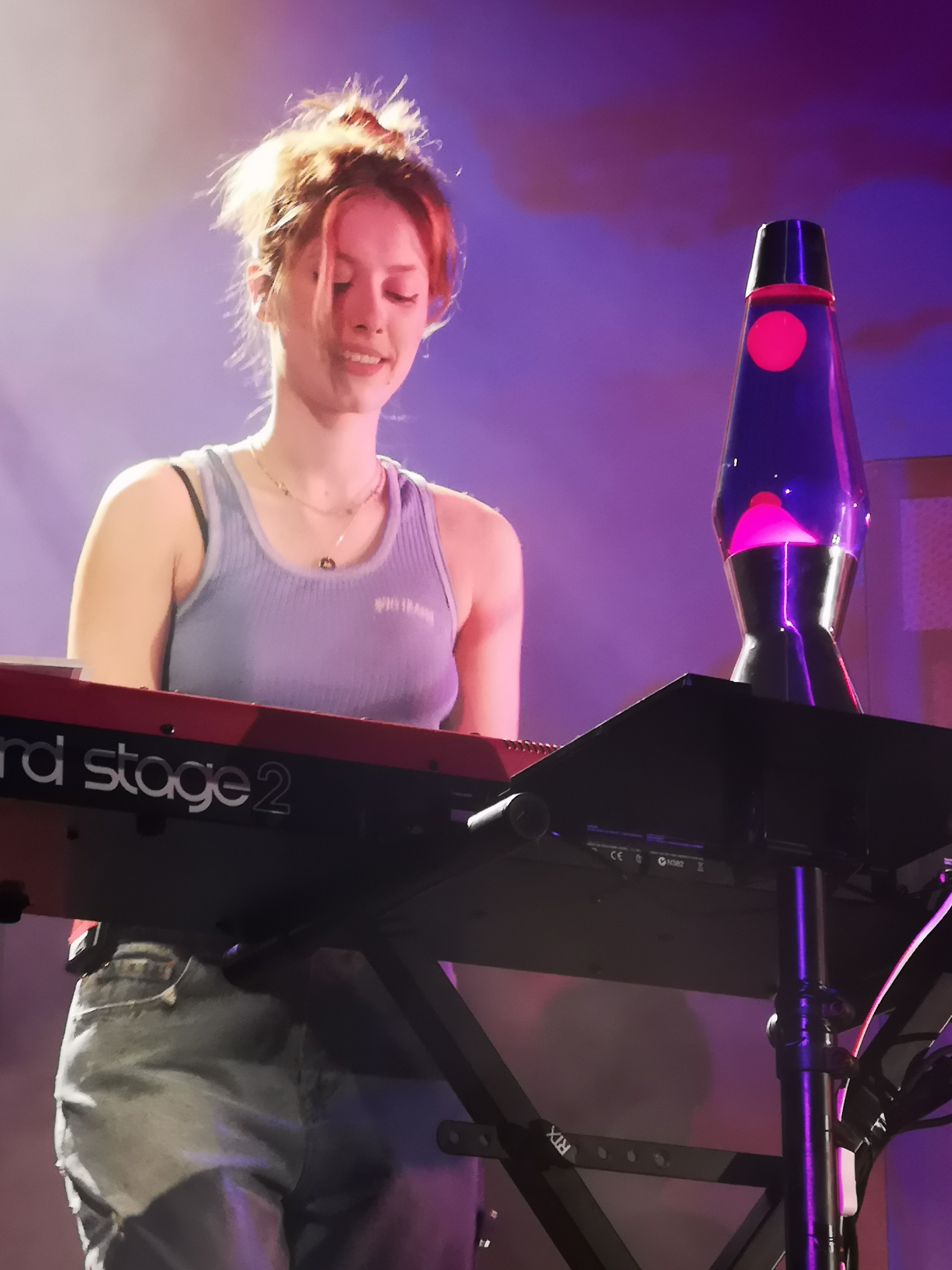
Iliona (2022)

Iliona, właśc. Iliona Roulin (ur. 7 lipca 2000 w Brukseli) – belgijska piosenkarka, autorka tekstów, pianistka i producentka muzyczna.

## Życiorys
Urodziła się 7 lipca 2000 roku w Brukseli. Studiowała w École Decroly, podobnie jak piosenkarka Angèle. Już od najmłodszych lat interesowała się muzyką i dzięki przyjaciołom z dzieciństwa zaczęła grać na rodzinnym pianinie. Około 15 roku życia zaczęła pisać swoje pierwsze teksty, ale początkowo nie były to piosenki. Widziała w pisaniu sposób wyrażania swoich emocji.
W wieku 16 lat założyła swój kanał na YouTube i zaczęła publikować tam filmy ze swoimi kompozycjami. Wszystko wykonuje w swoim pokoju: teksty piosenek, produkcję muzyki i montaż wideo.

## Dyskografia

### Single
- 2020: „J'ai du mal”
- 2020: „Rattrape-moi”
- 2020: „Moins joli”
- 2020: „Reste”
- 2021: „Une autre vie”
- 2021: „Si tu m'aimes demain”
- 2022: „Garçon manqué”

### EP-ki
- 2021: „Tristesse”
- 2022: „Tête Brûlée”

### Albumy
- 2025: What if I break up with u?